# Heart of greed
Heart of greed of 溏心風暴 is een Hongkongse TVB-serie uit 2007. Het aantal afleveringen was groot, vergeleken met andere TVB-series. Op de TVB Anniversary Awards won de serie de prijs voor beste serie van 2007. De serie wordt nu herhaald op TVB Pay Vision Classic Channel. De TVB-serie Moonlight Resonance is een vervolgserie gebaseerd op deze serie.

## Rolverdeling
De familie Tong
| Acteur            | Rol                           |
| ----------------- | ----------------------------- |
| Ha Yu             | Tong Yan-Gai (唐仁佳)         |
| Louise Lee        | Ling Hau (凌巧)               |
| Susanna Kwan      | Frances Wong Sau-Kam (王秀琴) |
| Moses Chan        | Tong Chi-On (唐至安)          |
| Michelle Yim      | Ling Lei (凌莉)               |
| Louis Yuen        | Ling Bo (凌波)                |
| Tavia Yeung       | Jackie Cheuk Man-Lai (卓文麗) |
| Bosco Wong        | Gilbert Tong Chi-Yat (唐至逸) |
| Lai Lok Yi, Chris | Tong Chi-Foon (唐至歡)        |
| Fala Chen         | Tong Chi-Yan (唐至欣)         |

De familie Sheung en de "Vier gouden bloemen"
| Acteur          | Rol                      |
| --------------- | ------------------------ |
| Linda Chung     | Sheung Choi-Sum (常在心) |
| Lei Seng Cheung | Sheung Choi-Tuk (常在德) |
| Chow Chung      | Chung Kam-Wing (鍾錦榮)  |
| Yoyo Mung       | Shui Ming-Ha (水明霞)    |
| Carrie Lam      | Lai Cheuk-Lan(黎卓蘭)    |

De familie Cheuk
| Acteur        | Rol                     |
| ------------- | ----------------------- |
| Lily Leung    | Wong Lai-Mei (王麗薇)   |
| Chan On Ying  | Lee Man-Hong (李文紅)   |
| Chuk Man Kwan | Cheuk Man-Yuk (卓文玉)  |
| Cheng Ga Shun | Cheuk Man-Pong (卓文邦) |

Anderen
| Acteur           | Rol                       |
| ---------------- | ------------------------- |
| Raymond Lam      | Alfred Ching Leung (程亮) |
| Lei Kwok Nin     | Tai Kin-Hei (戴建熹)      |
| Tracy Ip         | Cherry                    |
| Cecilia Fong     | Lee Yuet-Ying (李月瑛)    |
| Chan Hong Lit    | Chan Kwok-Lit (陳國烈)    |
| Natalie Tong     | Angel                     |
| Fung So Bor      | mevrouw Wong (黃大嫂)     |
| Fanny Ip Hoi-Yan | Yuki                      |
| Johnson Lee      | Wong Kar-Wing (黃家榮)    |

## Verhaal
Heart of greed speelt zich af in het heden en gaat over de rijke Xinhui'se familie Tong in Hongkong. Tong Yan-Gai (Ha Yu) als vader des huizes beheert de grote familie. Hij heeft drie vrouwen, waarvan één al overleden is. Meneer Tong heeft vier kinderen: On, Yat, Foon en Yun. Als Meneer Tong overlijdt, ontstaat er grote ophef over wie zijn bezittingen krijgt. Volgens zijn testament krijgt één zoon alle bezittingen en deze wil ze delen met andere kinderen van Tong Yan-Gai. Maar de moeder van dit kind verbiedt dat en gaat een rechtszaak aan die misschien bepaalt wie alle bezittingen krijgt.